# Emma-oord
Emma-oord was een Nederlands tuberculose-sanatorium in Zevenaar.

## Geschiedenis
In 1924 opende het ziekenhuis van Zevenaar het Emmapaviljoen voor TBC-patiënten. De eerste geneesheer-directeur was J.G.A. Honing (1924 - 1936). Na uitbreidingen kreeg het paviljoen de naam Emma-oord. In 1940 werd een vrouwenpaviljoen toegevoegd. Het sanatorium had in dat jaar ruimte voor 180 patiënten.
Emma-oord was een Rooms-Katholiek sanatorium en had een eigen kapel. Tijdens de Tweede Wereldoorlog, in februari 1945, werd de kapel getroffen door een projectiel.
In 1951 telde Emma-oord 265 bedden. Na een afname van het aantal patiënten sloot het sanatorium in 1965 de deuren.